# Chris Williams
Chris Williams (Missouri, SAD, 1968./1969. -) je američki redatelj, scenarist i animator, koji trenutačno radi u Walt Disney Animation Studios. Poznat je kao suredatelj animiranog filma Grom, zbog kojeg je bio nominiran za Oscara za najbolji animirani film i redatelj filma Ekipa za 6, koji je osvojio Oscara za najbolji animirani film 2015.

## Rani život
William je rođen u Missouriju, ali je prvih 25 godina svoga života proveo u mjestu Waterloo, u Ontariju, gdje je njegov otac bio direktor savjetodavnih usluga na Sveučilištu u Waterloou. Na tom istom sveučilištu je diplomirao tzv. "lijepe umjetnosti" (eng. Fine Arts) i potom upisao animaciju na Sheridan College, u mjestu Oakville u Ontariju. Nakon što je i tamo diplomirao dobio je posao u Disney kompaniji, te se preselio u Los Angeles.

## Karijera
William je tijekom 1990-ih radio na izradi scenarija za animirani film Mulan, The Emperor's New Groove i Legenda o medvjedu. U veljači 2007. godine, najavljeno je da će raditi na scenariju za film Američki pas (eng. American Dog), koji je preimenovan u Grom (eng. Bolt), a kasnije su mu se na tom projektu pridružili Byron Howard, a obojica su zamijenili Chrisa Sandersa, koji je bio prvotni filmski redatelj. U lipnju 2010. izvijestio je o različitim izvorima koji su ga usmjerili da stvori film o kralju vilenjaka, prema priči Phillipa Kindreda Dicka. Međutim, u prosincu 2013. pridružio se produciranju filma Ekipa za 6 (eng. Big Hero 6) kao suredatelj inspiriran sa 6 junaka iz stripova Marvel Comics.

## Filmografija
- Carevo novo ruho (2000.) - scenarist zajedno s Markom Dindalom
- Glago's Guest (2008.) - redatelj filma
- Grom (2008.) - suredatelj s Bryonom Howardom, scenarist, dodatni glasovi[1]
- Snježno kraljevstvo (2013.) - posudio glas Oakenu, scenarist
- Ekipa za 6 (2014.) - suredatelj s Donom Hallom[8]
- Frozen Fever (2015.) - posudio glas Oakenu

## Vanjske poveznice
- Chris Williams na IMDb-u